# Andrena pallidifovea
Andrena pallidifovea là một loài Hymenoptera trong họ Andrenidae. Loài này được Viereck mô tả khoa học năm 1904.